# 博爾巴 (亞馬遜州)
4°23′16″S 59°35′38″W / 4.38778°S 59.59389°W

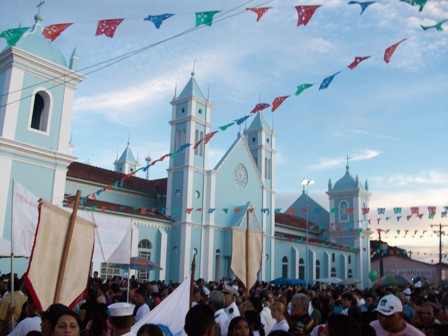
博爾巴

博爾巴（葡萄牙語：Borba）是巴西的城鎮，位於該國北部，處於瑪代拉河畔，由亞馬遜州負責管轄，始建於1755年3月3日，面積44,252平方公里，2014年人口38,688，人口密度每平方公里0.87人。